# Fabien Antunes
Pour les articles homonymes, voir Antunes.
Fabien Antunes, né le 19 novembre 1991 à Paris, est un footballeur français. Il évolue à l'AE Kephissia au poste d'arrière gauche.

## Biographie
Antunes commence sa carrière à la Jeanne d'Arc de Drancy, son club formateur. Il inscrit trois buts en CFA avec cette équipe. En 2013, il est transféré de la JA Drancy au Red Star FC, club pour lequel il disputera onze matchs en National.
En 2014, l'arrière gauche se dirige en Belgique, vers le RE Virton. Le 2 août 2014, il fait ses débuts en deuxième division belge contre le Saint-Trond VV. Au cours de la saison 2014-2015, il marque deux buts en 33 matchs de deuxième division belge.
En juin 2015, Antunes signe un contrat de deux ans avec le KV Ostende. Il joue 24 matchs en première division avec cette équipe. Après deux ans au sein du club ostendais, il rejoint le Saint-Trond VV, autre club de première division belge.